# Pothyne mouhoti
Pothyne mouhoti är en skalbaggsart som beskrevs av Stefan von Breuning 1982. Pothyne mouhoti ingår i släktet Pothyne och familjen långhorningar.
Artens utbredningsområde är Laos. Inga underarter finns listade i Catalogue of Life.